# Dastakert
Dastakert – wieś w Armenii, w prowincji Sjunik. W 2022 roku liczyła ok. 300 mieszkańców.